# 栃木県道163号黒田市塙真岡線

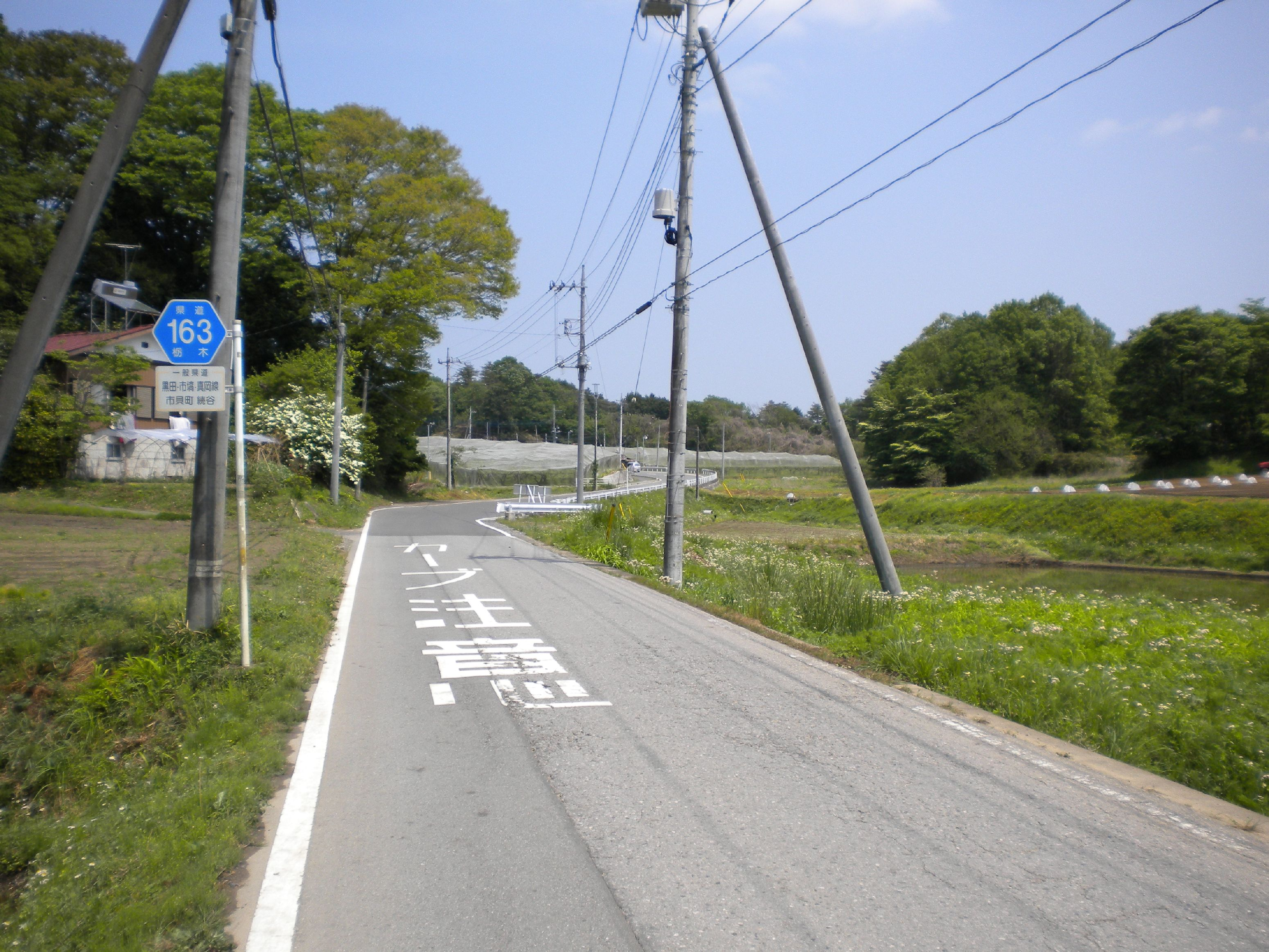
市貝町続谷付近

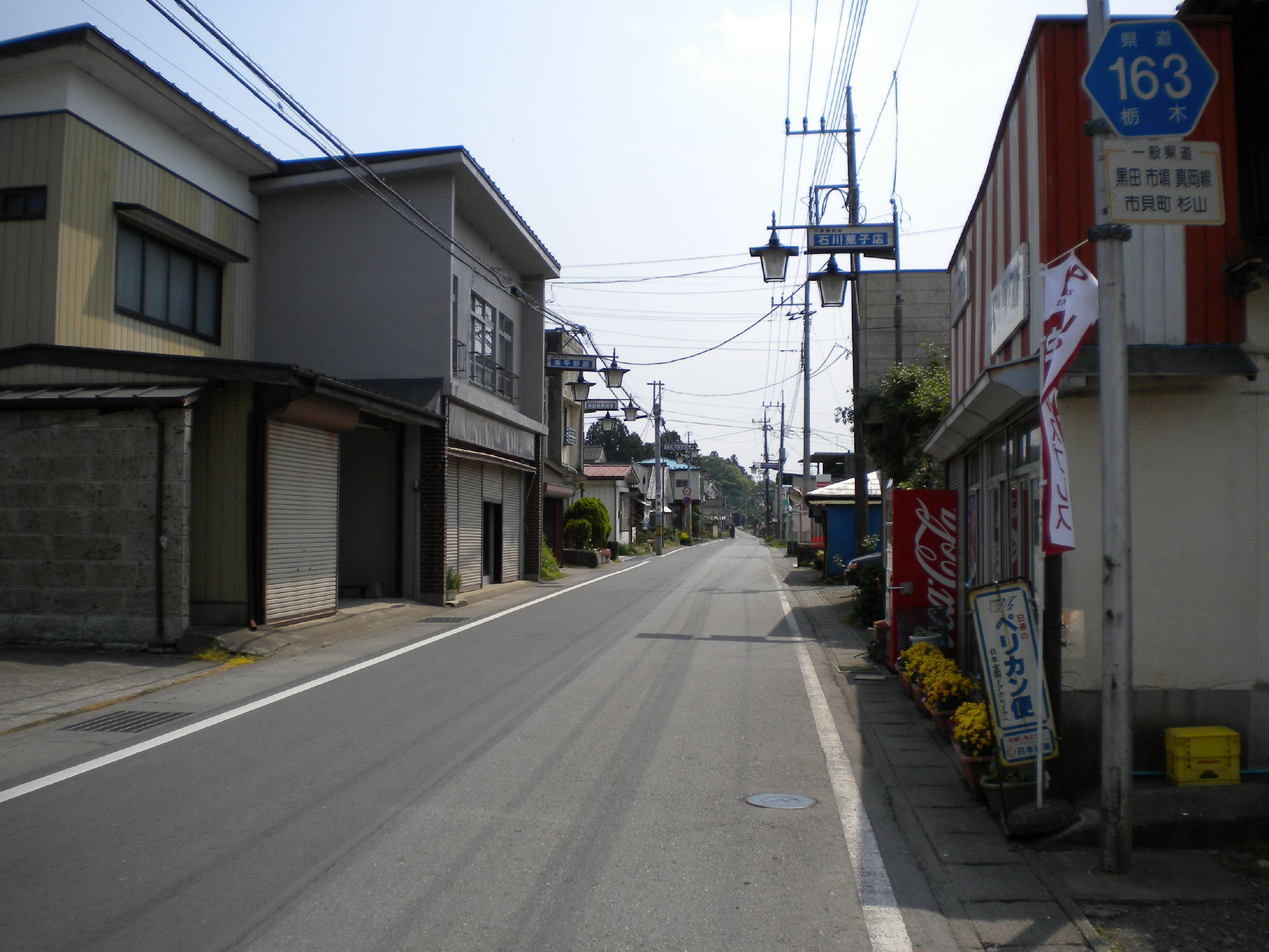
市貝町杉山付近

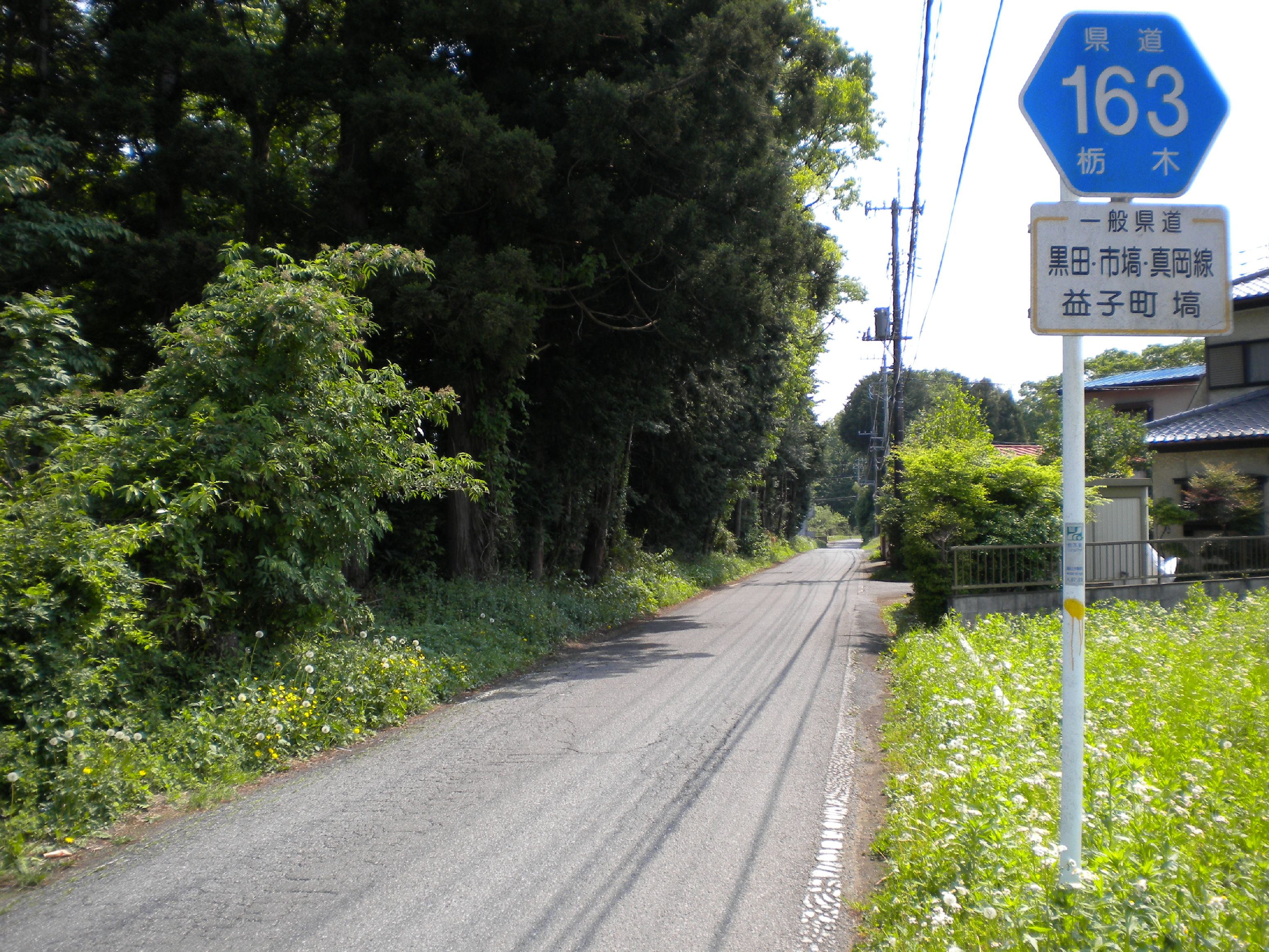
益子町塙付近

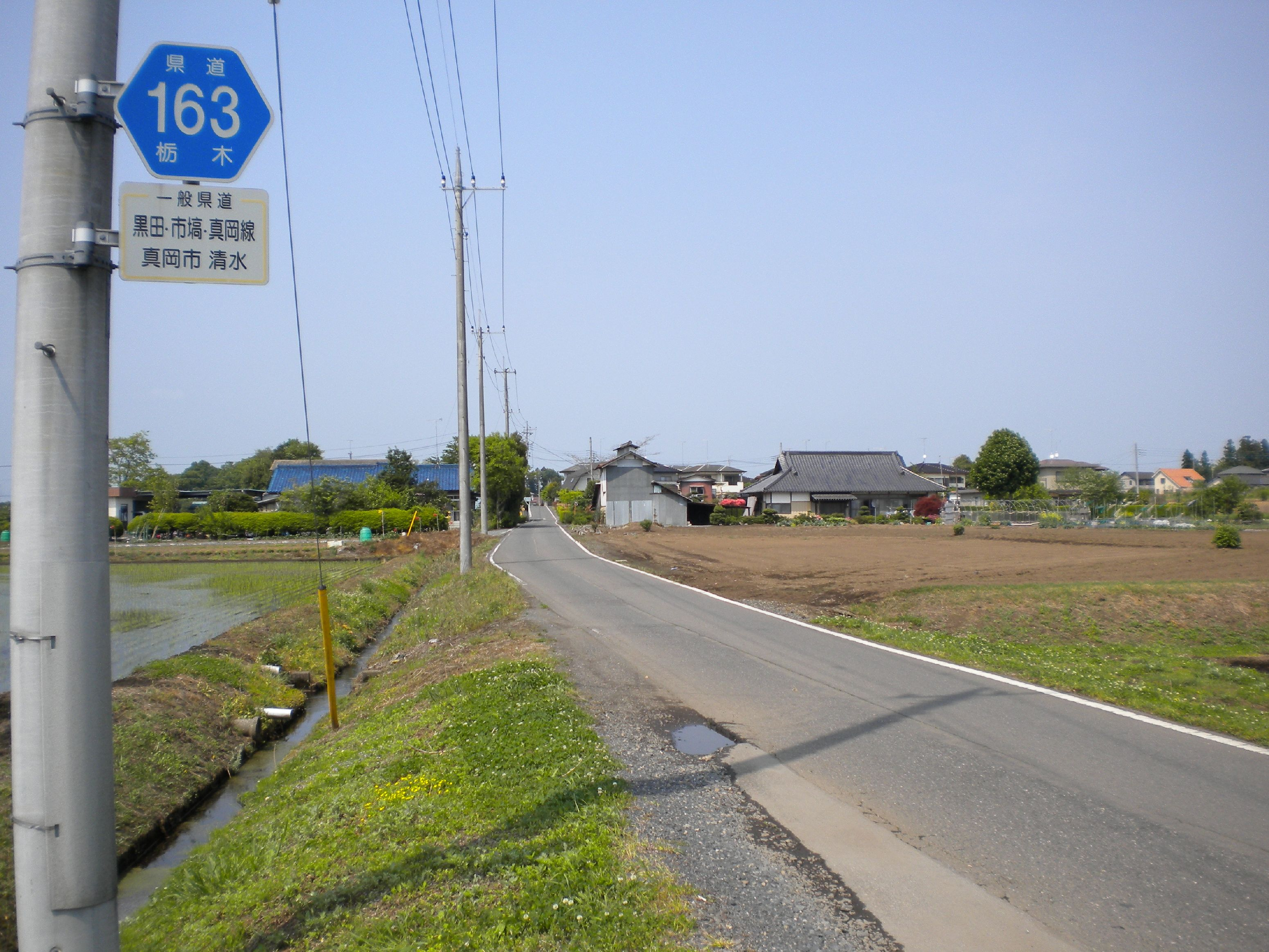
真岡市清水付近

栃木県道163号黒田市塙真岡線（とちぎけんどう163ごう くろだいちはなもおかせん）は、栃木県芳賀郡茂木町と真岡市を結ぶ一般県道である。

## 概要
茂木町北部の黒田から市貝町中心部、益子町七井地区（旧七井村）を経由し真岡市に至る道路。
約23kmに及ぶ路線だが、途中他の国道・県道と重複する区間が数箇所存在し、おおむね市貝町小貝地区（旧小貝村）を縦断する黒田 - 杉山 - 市塙、真岡鐵道真岡線と併走する市塙 - 多田羅 - 七井、および七井 - 清水 - 八條の3区間に大分される。

## 路線データ
- 総延長：22.919km[1]
- 実延長：20.061km[1]
- 起点：栃木県芳賀郡茂木町大字黒田（国道294号交点）
- 終点：栃木県真岡市八條（国道294号交点）
- 認定：1961年（昭和36年）4月1日

## 通過自治体
- 栃木県
  - 芳賀郡茂木町 - 芳賀郡市貝町 - 芳賀郡益子町 - 真岡市

## 交差する道路
- 栃木県道176号杉山石末線（市貝町杉山）
- 栃木県道338号芳賀茂木線（市貝町文谷にて一部重複）
- 栃木県道69号宇都宮茂木線（市貝町市塙・市貝町役場北交差点）
- 栃木県道135号市塙停車場線（市貝町市塙・市塙交差点）
- 栃木県道165号市塙北長島線（市貝町市塙・荒宿交差点）
- 栃木県道・茨城県道1号宇都宮笠間線（益子町七井・真岡鐵道踏切付近から七井台町東交差点まで重複）
- 国道123号（益子町七井・七井駅西交差点から七井台町東交差点まで重複）
- 栃木県道255号塙上根線（益子町塙）
- 国道121号（真岡市清水にて一部重複）

## 沿線施設
- 市貝町役場
- 真岡鐵道多田羅駅
- 東京電力清水変電所